# 야나기모토 히로시게
야나기모토 히로시게(일본어: 柳本 啓成, 1972년 10월 15일 ~ )는 일본의 은퇴한 축구 선수이다.

## 구단 경력
1991년 일본 사커 리그의 마쓰다(산프레체 히로시마)에 입단했다. 1994년에 J1리그 준우승. 1998년까지 174경기에 출전하여, 4득점을 넣었다. 1999년 감바 오사카로 이적했다. 2003년 세레소 오사카로 이적했다. 2003년에 천황배 준우승. 2006년후 현역 은퇴.

## 국가대표팀 경력
그는 1995년 킹 파흐드컵에 참가할 일본 국가대표팀에 발탁되었으며, 1월 8일 아르헨티나와의 경기에서 데뷔했다. 1996년 AFC 아시안컵에도 출전했다. 그는 1997년까지 국제 A매치 통산 30경기에 출전했다.

## 통계
| 일본 | 일본 | 일본 |
| 연도 | 출전 | 득점 |
| ---- | ---- | ---- |
| 1995 | 12   | 0    |
| 1996 | 13   | 0    |
| 1997 | 5    | 0    |
| 통산 | 30   | 0    |